# Hi-Nella
Hi-Nella és una població dels Estats Units a l'estat de Nova Jersey. Segons el cens del 2008 tenia 998 habitants.

## Demografia
Segons el cens del 2000, Hi-Nella tenia 1.029 habitants, 472 habitatges, i 260 famílies. La densitat de població era de 1.727,4 habitants/km².
Dels 472 habitatges en un 28% hi vivien nens de menys de 18 anys, en un 31,6% hi vivien parelles casades, en un 16,3% dones solteres, i en un 44,9% no eren unitats familiars. En el 36,4% dels habitatges hi vivien persones soles el 9,3% de les quals corresponia a persones de 65 anys o més que vivien soles. El nombre mitjà de persones vivint en cada habitatge era de 2,18 i el nombre mitjà de persones que vivien en cada família era de 2,83.
Per edats la població es repartia de la següent manera: un 25% tenia menys de 18 anys, un 10,5% entre 18 i 24, un 36,3% entre 25 i 44, un 14,5% de 45 a 60 i un 13,7% 65 anys o més.
L'edat mediana era de 32 anys. Per cada 100 dones de 18 o més anys hi havia 87,8 homes.
La renda mediana per habitatge era de 34.948 $ i la renda mediana per família de 38.393 $. Els homes tenien una renda mediana de 32.308 $ mentre que les dones 25.759 $. La renda per capita de la població era de 19.285 $. Aproximadament el 9,9% de les famílies i el 12,2% de la població estaven per davall del llindar de pobresa.

## Poblacions més properes
El següent diagrama mostra les poblacions més properes.